# Myllyoja (vattendrag i Lappland, lat 67,80, long 27,78)
Myllyoja är ett vattendrag i Finland.   Det ligger i landskapet Lappland, i den norra delen av landet, 900 km norr om huvudstaden Helsingfors.